# Peter Laharnar
Peter Laharnar, slovenski pravnik in politik, * 17. februar 1858, Pečine, † 30. oktober 1932, Dutovlje. 
Laharnar je leta 1879 končal gimnazijo v Gorici, študij prava z doktoratom pa na Dunaju. Leta 1884 je nastopil službo državnega uradnika v Trstu, v letih 1886−1892 služboval pri okrajnih glavarstvih v Pulju, Poreču in Sežani. Od leta 1893 je bil zaposlen na Ministrstvu za notranje zadeve na Dunaju, marca 1897 pa je postal okrajni glavar v Sežani. Na tem mestu je ostal do leta 1901, ko je bil premeščen v Črnovice (Bukovina), kjer je ostal do upokojitve leta 1912. Kot somišljenik Antona Gregorčiča je bil vpet tudi v politično življenje na Goriškem. Leta 1907 je kandidiral v volilnih okrajih Ajdovščina, Komen in Sežana za poslanca v dunajski državni zbor, vendar na volitvah ni uspel. Kot kandidat za Deželni zbor Goriško-Gradiščanske je sodeloval tudi na volitvah leta 1913.